# Meryem Çavdar
Meryem Betül Çavdar, née le 3 mai 2000 à Afyonkarahisar (Turquie), est une taekwondoïste handisport turque concourant chez les -49 kg. Après trois titres européens (2017, 2019, 2021), elle est médaillée d'argent aux Jeux de 2020.

## Carrière
Lors des Jeux paralympiques d'été de 2020, elle est battue en finale par la Péruvienne Leonor Espinoza et termine sur la 2e marche du podium.

## Palmarès

### Jeux paralympiques
- médaille d'argent en -49 kg aux Jeux paralympiques d'été de 2020 à Tokyo

### Championnats du monde
- médaille de bronze en -49 kg aux Championnats du monde 2017 à Londres

### Championnats d'Europe
- médaille d'or en -49 kg aux Championnats d'Europe 2017 à Sofia
- médaille d'or en -49 kg aux Championnats d'Europe 2019 à Bari
- médaille d'or en -49 kg aux Championnats d'Europe 2021 à Istanbul
- médaille de bronze en -49 kg aux Championnats d'Europe 2018 à Plovdiv